# 카를로 슈미트
카를로 슈미트(독일어: Carlo Schmid, 1896년 12월 3일~1979년 12월 11일)는 독일의 정치인이다.

## 생애
1896년 12월 3일 프랑스 남부 페르피냥에서 태어났다. 그의 가족은 1908년 슈투트가르트로 이주하였다. 제1차 세계 대전 당시 의용병으로 참가하였으며, 전쟁이 끝난 후 튀빙겐 대학교에서 법학과 국가학을 전공하였다. 1949년 총선에서 독일 사회민주당 소속으로 출마해 당선되었으며, 동시에 사회민주당 몫의 연방의회 부의장으로 선출되었다. 1966년까지 연방의회 부의장을 지냈으며, 의원직은 1972년까지 지냈다. 1959년 대통령 선거에서 사회민주당 소속으로 출마하였지만 독일 기독교민주연합 소속의 하인리히 륍케에게 패하였다. 1966년 쿠르트 게오르크 키징거가 이끄는 대연정 내각이 들어서자 장관을 맡았다. 1979년 12월 11일 본에서 죽었다.